# Drago Jančar
Drago Jančar (Maribor, 13. travnja 1948.), slovenski književnik.
Jančar je jedan od najprevođenijih slovenskih književnika. Diplomirao je pravo na Sveučilištu u Mariboru, radio kao novinar i filmski dramaturg.
U njegovim romanima osnova je kritičko prikazivanje realnih događaja, a prevladavaju teme ugroženosti pojedinca pred nasiljem vlasti. Njegova djela su prevedena na mnoge svjetske jezike te nagrađena mnogobrojnim domaćim i svjetskim nagradama za književna dostignuća.

## Djela

### Romani
- Petintrideset stopinj (1974)
- Galjot (1978)
- Severni sij (1984)
- Posmehljivo poželenje (1993)
- Zvenenje v glavi (1998)
- Katarina, pav in jezuit (2000)
- Graditelj (2006)
- Drevo brez imena (2008)
- To noč sem jo videl (2010)
- Maj, november (2014)
- In ljubezen tudi (2017)

### Drama
- Disident Arnož in njegovi (1982)
- Veliki briljantni valček (COBISS) (1985)
- Vsi tirani mameluki so hud konec vzeli ...(1986)
- Daedalus (1988)
- Klementov padec (1988)
- Zalezujoč Godota (1988)
- Halštat (1994)
- Severni sij (2005)
- Lahka konjenica (2006)
- Niha ura tiha (2007)

## Vanjske poveznice
- Drago Jančar – enciklopedija.hr